# روجر إنريكو
روجر إنريكو (بالإنجليزية: Roger Enrico)‏ هو شخصية أعمال أمريكي، ولد في 11 نوفمبر 1944، وتوفي في 1 يونيو 2016 بسبب نوبة قلبية.